# I'm in Love (The Fourmost)
"I'm in Love" is een nummer van de Britse band The Fourmost. Het nummer werd op 15 november 1963 uitgebracht als single.

## Achtergrond
"I'm in Love" is geschreven door John Lennon en wordt toegeschreven aan het gebruikelijke partnerschap Lennon-McCartney. Het nummer werd in 1963 tweemaal opgenomen. Zowel The Fourmost als Billy J. Kramer with The Dakotas namen een versie op. De versie van The Fourmost werd uiteindelijk uitgekozen om als single uit te worden gebracht. De B-kant "Respectable" is een cover van The Isley Brothers.
In 1963 nam Lennon ook een demoversie van "I'm in Love" op met zijn band The Beatles. In 2013 werd deze demo uitgebracht op het album The Beatles Bootleg Recordings 1963.